# طاهر ريالي كاهن
طاهر ريالي كاهن (صومالي :Dahir Rayale Kahin)، ولد في 12 مارس 1952 الرئيس الثالث للجمهورية أرض الصومال ،المعلنة من جانب واحد. أصبح الرئيس الثالث للجمهورية أرض الصومال يوم 3 مايو عام 2002، بعد وفاة محمد إبراهيم عقال. وفاز في الانتخابات الرئاسية في 14 أبريل 2003.

## بداية حياته
ولد طاهر ريالي كاهن في قرية تقع غربي بورمه عاصمة إقليم أودل في 13 من مارس عام 1952. وقد تلقى تعليمه حتى المرحلة الثانوية في مدارس عمود التي أنشئت عام 1952 إبان الاحتلال البريطاني لشمال الصومال.

## الحياة السياسية
كان طاهر ريال كاهن نائبا للرئيس محمد إبراهيم عقال منذ عام 1997، كما كان ضابطا كبيرا في الجيش الصومالي إبان حكومة محمد سياد بري الذي أطيح به عام 1991 قبل خمسة أشهر من إعلان أرض الصومال استقلالها عن الصومال من جانب واحد. هو رئيس الحزب الديمقراطي الشعبي المتحد (UDUB)،وبعد وفاة عقال أصبح طاهر ريالي كاهن رئيسا مؤقتا للجمهورية حسب الدستور. وجاءت نتائج الانتخابات الرئاسية الحامية التي جرت في 15 نيسان/إبريل 2003 متساوية احصائيا بين طاهر ريالي كاهن من الحزب الديمقراطي (UDUB)ومنافسه احمد محمد محمود سيلانيو من حزب كولمية (التضامن).
وأعلنت «اللجنة الوطنية للانتخابات» فوز طاهر ريالي كاهن بـ 80 صوتا، مع أن الأرقام التي نشرت أظهرت بوضوح وجود حسابات خاطئة بالنسبة للطرفين. وأصدرت المحكمة العليا لأرض الصومال لاحقا قرارها بفوز كاهن بحصوله على 217 صوتا.
يعتبر طاهر ريالي الأب الحقيقي لديمقراطية صوماليلاند, وأنه هو الذي أوصل حكمه بالفعل تقريبا كل مساحة التي كانت تحتلها محمية صومالي لاند سابقا بعد استعادته إقليم صول، كما اهتم في تنفيد الإصلاحات في التعليم والصحة والصناعة وغيرها من المجالات ووضع سياسة مستقرة داخليا وخارجيا.

## الأنتخابات الرئاسية 2010
في 26 من يونيو لعام 2010 توافد أكثر من مليون ناخب للتصويت في الأنتخاب الرئاسية في أرض الصومال بعد تأجيلها لمرتين.وكان المراقبون الدوليون الذين شاركوا في الإشراف على الانتخابات الرئاسية في أرض الصومال قد صرحوا بأن الانتخابات في أرض الصومال كانت حرة ونزيهة، كما جرت في أجواء هادئة عموما، رغم بعض المخالفات التي حدثت أثناء الحملات الانتخابية ،وأعلن رئيس اللجنة الوطنية للانتخابات عيسي يوسف محمد فوز زعيم حزب «كولمي» المعارض أحمد محمد محمود سيلانيو في الانتخابات الرئاسية بعد حصوله على أكثر من 49 في المائة من أصوات الناخبين.

## حياته الخاصة
متزوج من هدى برخد أدم، ولهما 3 أولاد وبنت